# Gibbus
Gibbus é um género de gastrópode  da família Streptaxidae.
Este género contém a seguinte espécie:
- Gibbus lyonetianus Pallas, 1780